# Walim (stacja kolejowa)
Walim – dawna stacja kolejowa w Walimiu, w województwie dolnośląskim, w Polsce. Otwarta w 1914 na trasie Kolei Walimskiej; zamknięta w 1980 i zlikwidowana w 1984.